# Переулок Нахимова (Одесса)
Переулок Нахимова — (короткая 150 м) улица в Одессе, в исторической части города, от Канатной до Маразлиевской улицы

## История
Первое название — Барятинский, по имени местного домовладельца князя В. И. Барятинского (1823—1904).
С 1938 года — Штапенко переулок. В период румынской оккупации (1941—1944) был переименован обратно в Барятинский.
Современное название получил в 1946 году в честь русского адмирала Павла Нахимова.

## Достопримечательности

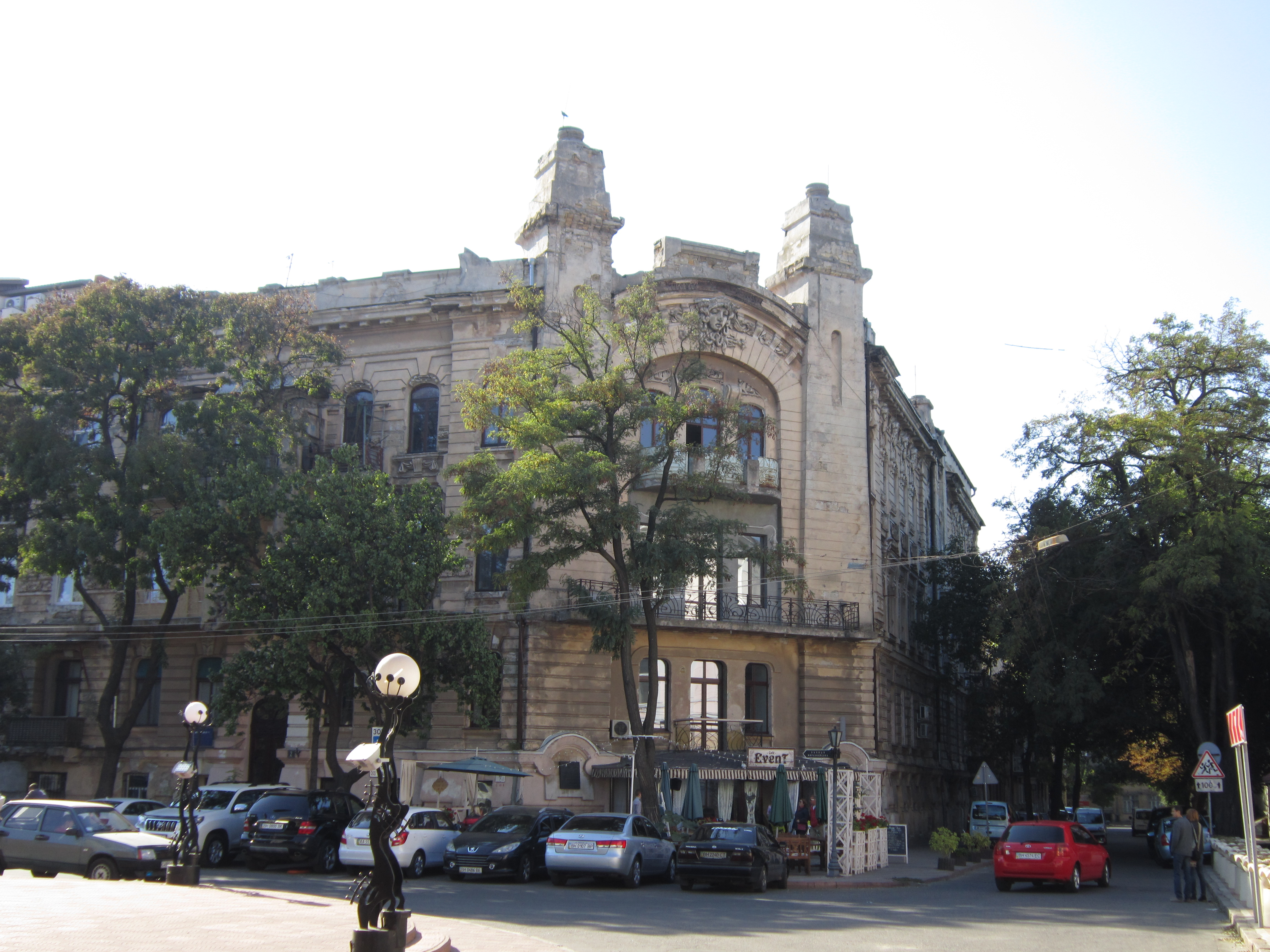
дом М. Д. Луцкого

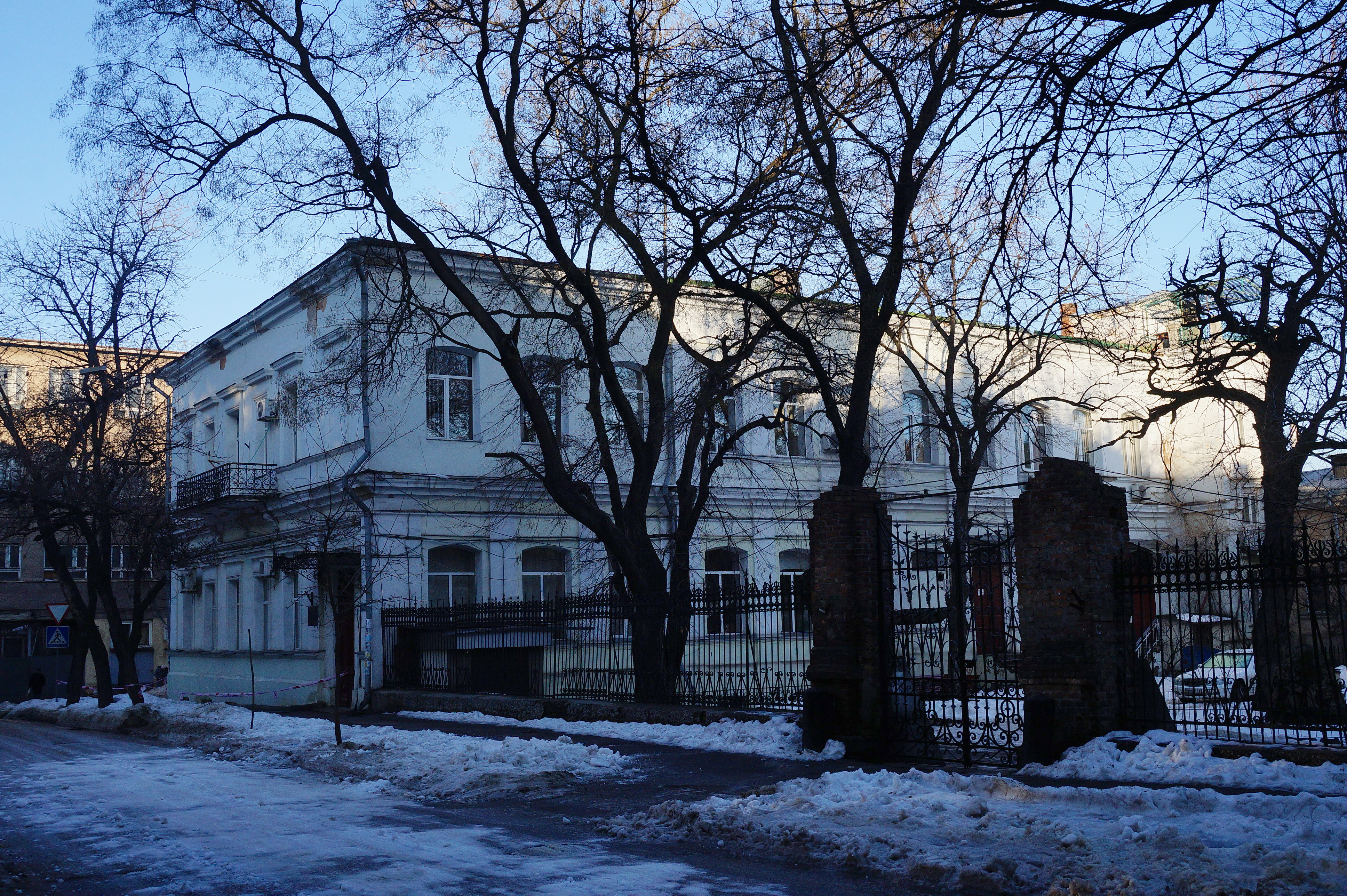
дом Диалегмено

д. 1 — Доходный дом М. Д. Луцкого

д. 8 — дом Диалегмено

## Известные жители
д. 1/ Маразлиевская, д. 2 — Писатель А. И. Куприн (1910—1911, мемориальная доска)